# Elsie Johansson
Elsie Johansson   (Vendel, 1 de maig de 1931 - Uppsala, 15 de febrer de 2025) va ser una escriptora sueca. Se la va etiquetar sovint com una escriptora proletària.
Johansson va néixer a Vendel com el cinquè fill d'uns statares. El seu pare després trobaria feina com a llenyataire i treballador de la construcció. La família Johansson vivia en circumstàncies escasses en una cabana senzilla, que després va servir d'inspiració per a habitatges similars que apareixen a les novel·les de Johansson. A causa de la persuasió d'una mestra, Johansson va poder assistir a la realskola d'Uppsala, de la qual es va graduar el 1948. Quan es va graduar, va trobar feina com a treballadora de correus. Es va casar a 18 anys i als 19 va tenir un fill.
Johansson treballaria a l'oficina de correus durant 30 anys més, abans de debutar literàriament amb la col·lecció de poesia Brorsan hade en vevgrammofon, a 48 anys. La seva primera novel·la, Kvinnan som mötte en hund, es va editar el 1984. A més dels seus poemes i novel·les destinades a lectors adults, va escriure diversos llibres per a infants i adolescents.
El seu avenç com a escriptora va arribar amb la trilogia Nancy (Glasfåglarna, Mosippan i Nancy), que li va valer diversos premis, entre d'altres, el premi Aniara. Johansson també va rebre el premi Litteris et Artibus.
Va morir el 15 de febrer de 2025, a l'edat de 93 anys.